# Salagena discata
Salagena discata là một loài côn trùng trong họ Cossidae. Loài này được miêu tả khoa học đầu tiên.
Đây là loài gây hại của cây Sonneratia alba, phát triển phổ biến ở Kenya.